# Martin Donandt

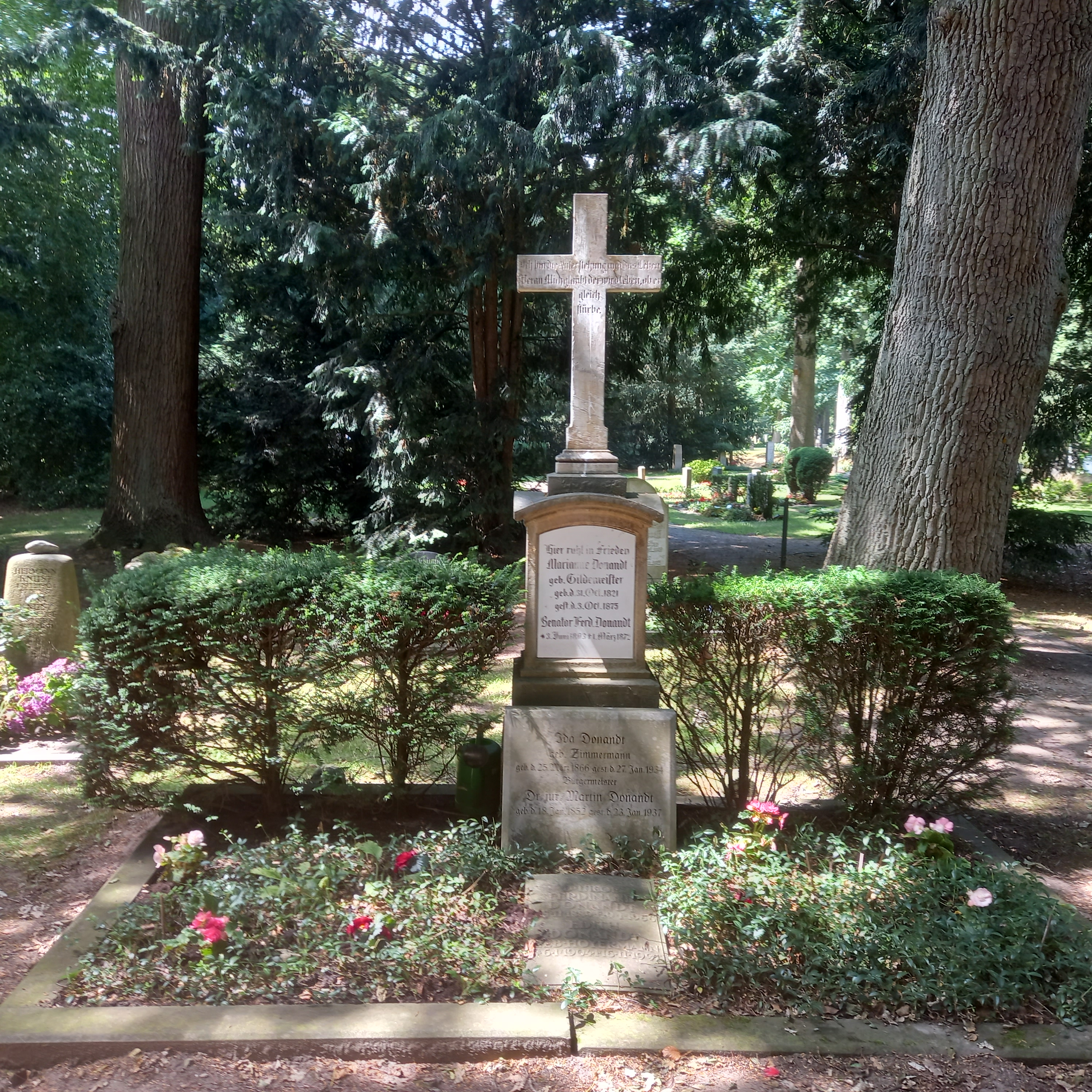
Das Grab von Martin Donandt und seiner Ehefrau Ida geborene Zimmermann im Familiengrab auf dem Riensberger Friedhof in Bremen

Martin Donandt (Martin Donatus Ferdinand Donandt; * 18. Januar 1852 in Bremen; † 23. Januar 1937 ebenda) war ein Bremer Senator und Bürgermeister.

## Leben
Martin Donandt wurde als sechstes von neun Kindern des Juristen und Senators Ferdinand Donandt geboren. Seine Mutter Anna Maria Fredericke war Enkelin des Bremer Ratsherrn Johann Gildemeister. Nach dem Besuch des Gymnasiums studierte Donandt Rechtswissenschaften an der Friedrich-Alexander-Universität Erlangen, der Friedrich-Wilhelms-Universität Berlin und der Georg-August-Universität Göttingen. In Erlangen wurde er 1872 Mitglied der Burschenschaft Bubenruthia. 1877 promovierte er zum Dr. jur. und ließ sich als Rechtsanwalt in Bremen nieder. Donandt wurde 1884 in das Richterkollegium in Bremerhaven gewählt.
Nach dem damaligen Achtklassenwahlrecht der bis 1918 gültigen Bremischen Verfassung wurde er 1891 für die Klasse der Akademiker in die Bremer Bürgerschaft gewählt. Am 21. März 1898 wurde er zum Senator auf Lebenszeit gewählt und vertrat ab 1912 Bremen im Bundesrat. Während des Ersten Weltkriegs war er Mitglied der Kriegsdeputation. Nach dem Ende der Bremer Räterepublik im Februar 1919 gehörte Donandt der provisorischen Regierung Bremens an. Am 18. Mai 1920 wurde er nach der neuen Verfassung Bremens in den Senat gewählt und war Präsident des Senats und damit Bremer Bürgermeister.
Gemeinsam mit Senator Heinrich Bömers leitete Donandt den Aufsichtsrat der 1928 gegründeten staatlichen Hansa-Bank, die 1931 vor allem auf Initiative des Kaufmanns Bömers 10 Millionen Reichsmark zur Stützung des in finanzielle Schieflage geratenen Nordwolle-Konzerns in dessen Vorzugsaktien investierte. Das unter Senator Bömers entstandene Geflecht mit der Privatwirtschaft („System Bömers“) führte den tief verschuldeten bremischen Staat bei Zusammenbruch des Nordwolle-Konzerns bzw. der Unternehmer-Familie Lahusen an den Rand der Zahlungsunfähigkeit.
Im März 1933 wurde Donandt von den Nationalsozialisten aus seinem Amt als Präsident des Senats verdrängt.
Martin Donandt war von seiner politischen Überzeugung als national und liberal einzuordnen. Er war Mitglied der DNVP, trat aber 1929 aus. Er bewunderte persönlich Otto von Bismarck. Politisches Hauptbetätigungsfeld Donandts war die Finanzpolitik. Nach dem Verlust der deutschen Kolonien unterstützte er die Ziele der deutschen Kolonialbewegung einer Rückgewinnung der ehemaligen Gebiete. Theodor Spitta, viele Jahre Stellvertreter Donandts im Amt des Senatspräsidenten, schätzte später seine politische Haltung so ein:

„Donandt hat niemals einen Zweifel darüber gelassen, daß er die Demokratisierung unseres öffentlichen Lebens für verhängnisvoll halte.“

Weiter schrieb Spitta, Donandt habe „die bremische Verfassung wie die Reichsverfassung von Weimar nur als einen Notbau gesehen“.
Martin Donandt heiratete 1885 in Bremen Ida, eine Tochter von Rudolf Zimmermann, der von 1871 bis 1899 Direktor der Reichsbank-Hauptstelle Bremen war. Der Ehe entstammten eine Tochter sowie die Söhne Ferdinand, Präsident der Bremischen Evangelischen Kirche, und Hermann August, Professor für Fördertechnik in Karlsruhe.
Die Grabstelle von Martin Donandt befindet sich auf dem Riensberger Friedhof.

## Ehrungen
- Gedenkmünze Bene Merenti von Lübeck 1927
- Hamburgische Ehrendenkmünze in Gold 1927
- In Bremerhaven wurde der Bürgermeister-Martin-Donandt-Platz nach ihm benannt.
- In Bremen wurde die Donandtstraße nach ihm benannt.